# Francis Pierlot
Pour les articles homonymes, voir Pierlot.
Francis Pierlot est un acteur américain, né le 15 juillet 1875 dans le Massachusetts (lieu à préciser), mort le 11 mai 1955 à Los Angeles — Quartier d'Hollywood (Californie).

## Biographie
D'ascendance française, Francis Pierlot entame une carrière d'acteur au théâtre et joue notamment à Broadway (New York) entre 1919 et 1939. Mentionnons la pièce Fanny de David Belasco et Willard Mack (1926, avec Fanny Brice, John Cromwell et Warren William), la revue The Band Wagon sur une musique d'Arthur Schwartz (1931-1932, avec Adele Astaire, Fred Astaire et Frank Morgan), ainsi que la comédie musicale Knickerbocker Holiday sur une musique de Kurt Weill (sa dernière prestation à Broadway, 1938-1939, avec Walter Huston et Howard Freeman).
Au cinéma, il débute dans un unique film muet (1914) puis deux premiers films parlants (1930-1931). Suivent quatre-vingt-dix autres films américains (et un film britannique de 1945) à partir de 64 ans, avec cinq productions sorties en 1940, dont En avant la musique de Busby Berkeley (avec Mickey Rooney et Judy Garland). Citons également Adieu jeunesse d'Henry King (1941, avec Claudette Colbert et John Payne), Yolanda et le Voleur de Vincente Minnelli (1945, avec Fred Astaire et Lucille Bremer), La Flèche et le Flambeau de Jacques Tourneur (1950, avec Burt Lancaster et Virginia Mayo), ou encore Le Prisonnier de Zenda de Richard Thorpe (version de 1952, avec Stewart Granger et Deborah Kerr). Son dernier film est La Tunique d'Henry Koster (avec Richard Burton et Jean Simmons), sorti en 1953.
Pour la télévision, Francis Pierlot collabore à cinq séries, les trois premières en 1953. Il tient son ultime rôle dans un épisode de The Halls of Ivy (en), diffusé le 17 mai 1955, moins d'une semaine après sa mort.

## Théâtre à Broadway (intégrale)
- 1919 : Please Get Married de James Cullen et Lewis Allen Browne : rôle non-spécifié
- 1925 : The Show Off de George Kelly : M. Gill
- 1926 : Fanny de David Belasco (également producteur et metteur en scène) et Willard Mack : Doggie Davis
- 1927 : Merry-Go-Round, revue, musique de Jay Gorney et Henry Souvaine, lyrics et livret d'Howard Dietz et Morrie Ryskind : rôle non-spécifié
- 1927 : Women Go On Forever de Daniel N. Rubin, mise en scène de John Cromwell : M. Givner
- 1928 : Gentlemen of the Press de Ward Morehouse, mise en scène de George Abbott : McManahan
- 1929 : Whirpool de William Jourdan Rapp et Walter Marquiss : Bill Dugan
- 1930-1931 : Midnight de Claire et Paul Sifton : Richard McGrath
- 1931-1932 : The Band Wagon, revue, musique d'Arthur Schwartz, lyrics d'Howard Dietz, livret d'Howard Dietz et George S. Kaufman : Ely Cater / L'homme assassiné / M. Cadwallader
- 1933-1934 : Her Master's Voice de Clare Kummer : Craddock
- 1934 : The Bride of Torozko (Die Braut von Torozko) d'Otto Indig, adaptation de Ruth Langner, mise en scène d'Herman Shumlin : Comsa
- 1934-1935 : The Farmer Takes a Wife de Marc Connelly (également metteur en scène) et Frank B. Elser : Sol Tinker
- 1935 : A Journey by Night d'Arthur Goodrich, d'après Leo Perutz, mise en scène de Robert B. Sinclair : Adolph
- 1936 : Ethan Frome de Donald et Owen Davis : Jotham
- 1936 : St Helena de R. C. Sherriff et Jeanne de Casalis, mise en scène de Robert B. Sinclair : Abbé Buonovita
- 1937 : Be So Kindly de Sara Andberg : M. Kadan
- 1937 : Une tempête dans un verre d'eau (Storm Over Patsy - Sturm im Wasserglas) de Bruno Frank, adaptation de James Bridie : Joseph McKellar
- 1937 : Too Many Heroes de Dore Schary, mise en scène de Garson Kanin : M. Halsey
- 1938 : Save Me the Waltz de Katharine Dayton, mise en scène de Robert B. Sinclair : Chapek
- 1938 : Washington Jitters de John Boruff et Walter Hart, d'après un roman de Dalton Trumbo : Sénateur Marple
- 1938-1939 : Knickerbocker Holiday, comédie musicale, musique, arrangements et orchestrations de Kurt Weill, lyrics et livret de Maxwell Anderson, mise en scène de Joshua Logan, direction musicale de Maurice Abravanel : Vanderbilt / Roosevelt

## Filmographie partielle

### Cinéma
(films américains, sauf mention contraire)
- 1914 : The Path Forbidden d'Harry Handworth : Bug Hicks
- 1931 : L'Ange de la nuit (Night Angel) d'Edmund Goulding : Jan
- 1940 : Passion sous les tropiques (Victory) de John Cromwell (non crédité)
- 1940 : Escape to Glory de John Brahm : Professeur Mudge
- 1940 : En avant la musique (Strike Up the Band) de Busby Berkeley : M. Judd
- 1941 : Adieu jeunesse (Remember the Day) d'Henry King : M. Steele
- 1941 : The Trial of Mary Dugan de Norman Z. McLeod : John Masters
- 1941 : Cinquième bureau (International Lady) de Tim Whelan : Dr Rowan
- 1942 : A Gentleman at Heart de Ray McCarey : Appleby
- 1942 : Ton cœur est mon cœur (My Heart Belongs to Daddy) de Robert Siodmak : Dr Mitchell
- 1942 : La Glorieuse Parade (Yankee Doodle Dandy) de Michael Curtiz : Dr Anderson
- 1942 : Night Monster de Ford Beebe : Dr Phipps
- 1942 : Le Témoin disparu (Just Off Broadway) de Herbert I. Leeds
- 1943 : L'Étoile du Nord (The North Star) de Lewis Milestone : Un villageois blessé
- 1943 : Le Cabaret des étoiles (Stage Door Canteen) de Frank Borzage : Le révérend au mariage de Jersey
- 1943 : Madame Curie de Mervyn LeRoy : M. Michaud
- 1943 : Mission à Moscou (Mission to Moscow) de Michael Curtiz : Un docteur
- 1943 : L'Ange des ténèbres (Edge of Darkness) de Lewis Milestone : Le tailleur
- 1944 : Saboteur sans gloire (Uncertain Glory) de Raoul Walsh : Père La Borde
- 1944 : Les Aventures de Mark Twain (The Adventures of Mark Twain) de Irving Rapper : Paige
- 1944 : Le Bal des sirènes (Bathing Beauty) de George Sidney : Professeur Hendricks
- 1945 : Yolanda et le Voleur (Yolanda and the Thief) de Vincente Minnelli : Le prêtre
- 1945 : I Live in Grosvenor Square d'Herbert Wilcox (film britannique) : Le facteur
- 1945 : Les Caprices de Suzanne (The Affairs of Susan) de William A. Seiter : Oncle Jemmy
- 1945 : Our Vines Have Tender Grapes de Roy Rowland : Le révérend
- 1945 : Le Lys de Brooklyn (A Tree Grows in Brooklyn) de Elia Kazan : Le prêtre aux funérailles
- 1945 : Roughly Speaking de Michael Curtiz

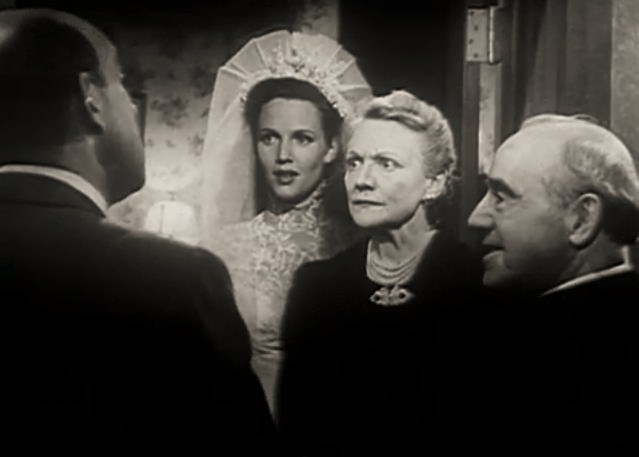
De g. à d. : Nestor Paiva, Barbara Britton, Minna Gombell et Francis Pierlot, dans Mr. Reckless (1948).

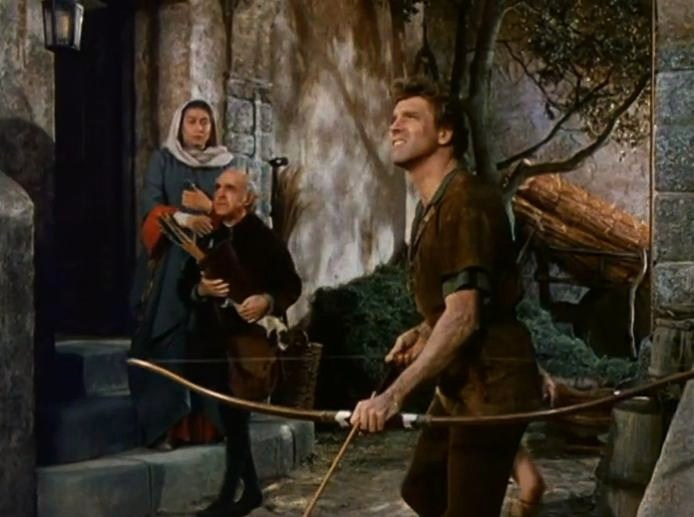
De gauche à droite : Aline MacMahon, Francis Pierlot et Burt Lancaster, dans La Flèche et le Flambeau (1950).

- 1946 : Frayeur (Fear) de Alfred Zeisler : Professeur Stanley
- 1946 : Le Château du dragon (Dragonwyck) de Joseph L. Mankiewicz : Dr Brown
- 1946 : Two Guys from Milwaukee de David Butler : Dr Bauer
- 1946 : Le Démon de la chair (The Strange Woman) d'Edgar George Ulmer : Dr Bailey
- 1947 : Passion immortelle (Song of Love) de Clarence Brown : Un vieux musicien
- 1947 : The Senator Was Indiscreet (en) de George S. Kaufman : Frank
- 1947 : Second Chance de James Tinling
- 1947 : Un mariage à Boston (The Late George Apley) de Joseph L. Mankiewicz : Wilson, le majordome
- 1947 : La Rose du crime (Moss Rose) de Gregory Ratoff : Le conducteur de train
- 1948 : Ainsi sont les femmes (A Date with Judy) de Richard Thorpe : Professeur Green
- 1948 : Mr. Reckless de Frank McDonald : Révérend Stanislaus
- 1948 : La Dame au manteau d'hermine (That Lady in Ermine) d'Ernst Lubitsch et Otto Preminger : Un prêtre
- 1948 : L'Enjeu (State of Union) de Frank Capra : Josephs, le rédacteur en chef
- 1948 : Scandale en première page (That Wonderful Urge) de Robert B. Sinclair : Barret
- 1948 : The Babe Ruth Story de Roy Del Ruth : Frère Peter
- 1948 : Les Amours de Carmen (The Loves of Carmen) de Charles Vidor : Un mendiant
- 1949 : Garçons en cage (Bad Boy) de Kurt Neumann : M. Pardee
- 1949 : Les Mirages de la peur (The Accused) de William Dieterle : Dr Vinson
- 1949 : Take One False Step (en) de Chester Erskine : Professeur Herbert Watson
- 1949 : Ma bonne amie Irma (My Friend Irma) de George Marshall : Le percepteur
- 1949 : Une balle dans le dos (Undertow) de William Castle
- 1950 : La Flèche et le Flambeau (The Flame and the Arrow) de Jacques Tourneur : Papa Pietro Bartoli
- 1950 : Terre damnée (Copper Canyon) de John Farrow : Moss Balfour
- 1950 : Cyrano de Bergerac de Michael Gordon : Le moine capucin
- 1951 : Bon sang ne peut mentir (That's My Boy) d'Hal Walker : Henry Baker
- 1951 : Savage Drums de William Berke : Aruna
- 1951 : La Flibustière des Antilles (Anne of the Indies) de Jacques Tourneur : Herkimer
- 1952 : Au royaume des crapules (Hoodlum Empire) de Joseph Kane : Oncle Jean
- 1952 : Le Prisonnier de Zenda (The Prisoner of Zenda) de Richard Thorpe : Josef
- 1953 : La Tunique (The Robe) d'Henry Koster : Dodinius, l'astrologue

### Séries télévisées
- 1953 : Four Star Playhouse, saison 1, épisode 14 The Man Who Walked Out on Himself de Robert Florey : Edward
- 1955 : The Halls of Ivy, saison unique, épisode 31 The Umbrella Man de William Cameron Menzies : Professeur Lucious Royce